# Рожково (Красноярский край)
Рожково — упразднённая в 2005 году деревня в Кежемском районе Красноярского края России. Входило в состав муниципального образования «Сельское поселение Проспихинский сельсовет».
Территория Рожкова, находившегося на берегу Ангары, была затоплена в 2012 году Богучанским водохранилищем в связи со строительством Богучанской ГЭС.

## География
Село находилось на берегу Ангары, при впадении реки Рожковская (Рожкова). После пуска в эксплуатацию Богучанской ГЭС эта территория оказалась на дне Богучанского водохранилища.

## История
До появления здесь русских на этой территории жили эвенки. Здесь проходил Ангаро-Илимский водный путь..
На карте 1930 года — Рожкова.
Деревня Рожково упразднена распоряжением Совета Администрации Красноярского края от 28 января 2005 года № 145-р.

## Население
| 1989 | 2002 |
| ---- | ---- |
| 0    | →0   |